# Steirachne
Steirachne és un gènere de plantes de la subfamília de les cloridòidies, família de les poàcies. És originari del Brasil.
El gènere va ser descrit per Erik Leonard Ekman i publicat a Arkiv för Botanik utgivet av K. Svenska Vetenskapsakademien 10(17): 35, t. 5, f. 1, t. 6, f. 17, text f. 1–2. 1911.

## Taxonomia
- Steirachne barbata
- Steirachne diandra
- Steirachne pilosa